# 印度洋槳躄魚
印度洋槳躄魚（英語：Chaunacops coloratus），為輻鰭魚綱鮟鱇目單棘躄魚亞目單棘躄魚科的其中一種，為深海底棲魚類，分布於印度太平洋16°-32°S and 87°-97°E海域，棲息深度1250-2000公尺，體長可達19公分，生活習性不明。

## 扩展阅读
維基物種上的相關：印度洋槳躄魚